# Felix von Sassen
Felix von Sassen (* 9. Oktober 1979 in Hamburg) ist ein deutscher Schauspieler.
Felix von Sassen erhielt vier Jahre Schauspielunterricht im Hamburger Schauspiel-Studio Frese. Er lebt in Hamburg-Ottensen. Von Sassen ist der Neffe des deutschen Fernsehjournalisten und Fernsehmoderators Peter von Sassen.
Zwischen 2012 und 2015 gehört von Sassen zum offiziellen Reporterteam des ProSieben-Infotainmentmagazins Galileo.

## Filmografie (Auswahl)
Kinofilme
- 2013: Heute bin ich blond
- 2007: Champagner kann nicht schaden

Kurzfilme
- 2004: High Moon
- 2007: A Hamsters Fate
- 2011: UniCredit
- 2012: Lifefeed

Fernsehen
- 2008: Einsatz in Hamburg
- 2009: Stubbe – Von Fall zu Fall
- 2009: Da kommt Kalle
- 2014: Das tote Mädchen
- 2017: Familie Dr.Kleist
- 2020: Helen Dorn – Kleine Freiheit[3]
- 2021: Nord nord Mord – Sievers und der schwarze Engel[4]
- 2023: Malibu – Mein Traum, dein Traum

Musikvideo
- 2014 808 Walza – Afrob
- 2019 Krank – Ferris MC[5]

## Theater
- 2004–2006: Engagement an der Landesbühne Baden-Württemberg
- 2006: Frauen, Helden, Einsamkeit (Sommertheater Leipzig)
- 2009: Jedermann (Sommertheater Leipzig)

## Moderation
- 2012–2015 Galileo Reporter (ProSieben)